# Incognito (banda)
Incognito é uma banda britânica de acid jazz.